# Shinya Aikawa
Shinya Aikawa (Saitama, 26 juli 1983) is een voormalig Japans voetballer.

## Carrière
Shinya Aikawa speelde tussen 2002 en 2008 voor Consadole Sapporo en FC Gifu.